# Acmaea achates
Acmaea achates is een slakkensoort uit de familie van de Acmaeidae. De wetenschappelijke naam van de soort werd voor het eerst geldig gepubliceerd in 1855 door Lovell Augustus Reeve.